# ÖFB-Cup 1987-1988
La ÖFB-Cup 1987-1988 è stata la 54ª edizione della coppa nazionale di calcio austriaca.

## Ottavi di finale
| Squadra 1      | Risultato       | Squadra 2           |
| -------------- | --------------- | ------------------- |
| 19 aprile 1988 |                 |                     |
| SAK Klagenfurt | ? - ? (4-5 dtr) | WSG Swarovski Tirol |
| Ried           | 0 - 1           | Swarovski Tirol     |
| VSE St. Pölten | 0 - 1 (dts)     | LASK                |
| Wolfsberger    | ? - ? (5-6 dtr) | Wiener SC           |
| Austria Vienna | ? - ? (3-5 dtr) | Sturm Graz          |
| Kremser SC     | 2 - 0           | Puch                |
| Rapid Vienna   | 1 - 2 (dts)     | First Vienna        |
| Union Mödling  | ? - ? (5-3 dtr) | Kufstein            |

## Quarti di finale
| Squadra 1           | Risultato | Squadra 2       |
| ------------------- | --------- | --------------- |
| 3 maggio 1988       |           |                 |
| Sturm Graz          | 1 - 5     | Swarovski Tirol |
| WSG Swarovski Tirol | 3 - 4     | LASK            |
| First Vienna        | 1 - 4     | Union Mödling   |
| Wiener SC           | 0 - 2     | Kremser SC      |

## Semifinale
| Squadra 1       | Risultato   | Squadra 2     |
| --------------- | ----------- | ------------- |
| 10 maggio 1988  |             |               |
| Swarovski Tirol | 4 - 2       | LASK          |
| Kremser SC      | 3 - 1 (dts) | Union Mödling |

## Finale
| Squadra 1       | Risultato | Squadra 2       |
| --------------- | --------- | --------------- |
| 24 maggio 1988  |           |                 |
| Kremser SC      | 2 - 0     | Swarovski Tirol |
| 1º giugno 1988  |           |                 |
| Swarovski Tirol | 3 - 1     | Kremser SC      |